# Fanta Adolf
Fanta Adolf (Székesfehérvár, 1837. június 23. – 1907. augusztus 3.) orvosdoktor, könyvgyűjtő.

## Élete
Fanta Károly városi tanácsos fia. Középiskoláit szülővárosában a cisztercieknél, az orvosi tanfolyamot a budapesti egyetemen végezte s 1861-ben szigorlatot tett. Azután Balassa János sebészeti tanár mellett mint műtőnövendék működött. 1863-ban Székesfehérvárt telepedett le s 1865-ben városi főorvosnak választották meg, mely hivatalát 1878-ig viselte; majd ezután magángyakorlattal foglalkozott. 1884-től 1887-ig az MKE helyi képviselője volt, 1896-től 1907-ig pedig az MTE Budapesti Osztály vidéki választmányának tagja, Székesfehérváron.
Cikkei: Levelek a tengerről (Orvosi Hetilap 1862), A rákdagok gyógykezeléséről, A paizsmirigytömlők gyökeres gyógyítása (Gyógyászat 1863. 1867), A herék gümösödéséről (M. Orvosok és természetvizsgálók munkálatai XII. Pest, 1868), A légzés és a levegő hatása az emberi testre (Hazánk és a Külföld 1868), Adatok Székesfehérvár növényzeti viszonyaihoz (Növénytani Közlemények, 1902. évfolyam).

## Munkája
- Székesfehérvár város népesedési mozgalmának és közegészségügyének 10 évi története 1865-től 1874-ig, valamint a javaslatok a közegészség javítása érdekében. Székesfehérvár, 1875.